# تخارج (نفس)
التخارج ويقال له التظهير هو أن نضع شيئا خارج حدود ذاته، فعلى سبيل المثال عندما ندون الملاحظات فإننا نخارج وظيفة الذاكرة التي تنتمي أساسًا إلى الدماغ ونضعها على ورقة. وفي مثال آخر فعندما ننتحل الأعذار فإننا نخارج الذنب المرافق لأفعالنا. وبحسب فرويد فإن التخارج هي وسيلة دفاع لاواعية حيث يسقط الفرد خصائصه الداخلية على العالم الخارجي.